# Quantez Robertson
Quantez Robertson (* 16. Dezember 1984 in Cincinnati) ist ein ehemaliger US-amerikanischer Basketballspieler. Er bestritt zwischen 2009 und 2023 eine Gesamtzahl von 479 Bundesligaspielen für die Skyliners Frankfurt.

## Laufbahn
Als Schüler trug er das Trikot der Withrow High School in Cincinnati und später das des Laurinburg Institutes im Bundesstaat North Carolina.
Von 2005 bis 2009 spielte Robertson für die Auburn Tigers, die NCAA-Mannschaft der Auburn University. Dort wurde er dreimal zum besten Defensivspieler seiner Mannschaft (Outstanding Defensive Player) gewählt und beendete seine College-Karriere als bester „Balldieb“ (210 Steals) in der Geschichte der Tigers. Allein in der Saison 2007/08 kam er auf über zwei Steals pro Spiel, womit er in dieser Spielzeit den zweithöchsten Schnitt in der Southeastern Conference aufwies. Nur in einem seiner 126 Einsätze für Auburn stand Robertson nicht in der Anfangsaufstellung. Die Mittelwerte seiner Zeit im Hochschulbasketball lauteten 7,4 Punkte, 4,2 Rebounds, 4,2 Korbvorlagen sowie 1,7 Ballgewinne.
Anschließend wechselte Robertson in die Basketball-Bundesliga zu den Skyliners Frankfurt. Dort erhielt er im Herbst 2009 zunächst einen bis Ende 2009 geltenden Vertrag, blieb aber letztlich deutlich länger und wurde in den kommenden Jahren zum Fixpunkt der Mannschaft. Mit den Frankfurtern erreichte er 2010 sowohl das Finale um die Deutsche Meisterschaft als auch das Endspiel um den BBL-Pokal. Zudem nahm er im Rahmen des BBL All-Star Games am Slam-Dunk-Wettbewerb teil.
2016 gewann er mit Frankfurt den FIBA Europe Cup und wurde zum besten Spieler des Finalturniers gewählt. Außerdem wurde er als bester Verteidiger der Basketball-Bundesliga ausgezeichnet. Dem Linkshänder wurde im Laufe seiner Zeit in Frankfurt das Amt des Mannschaftskapitäns übertragen, er wurde der Liebling der Anhängerschaft und sportlich insbesondere aufgrund seiner Vielseitigkeit („Basketball-Version eines Schweizer Taschenmessers“) und Einsatzfreude, seiner Defensivstärke sowie seiner körperlichen Vorzüge wie Schnelligkeit und Athletik geschätzt. Anfang Mai 2023 gab Robertson das Ende seiner Laufbahn bekannt. Er entschloss sich wegen einer Fußverletzung zu diesem Schritt. Zum Zeitpunkt der Entscheidung befand sich Frankfurt in der Bundesliga noch im Kampf um den Klassenverbleib. Mit insgesamt 742 Ballgewinnen hatte er sich in der Bundesliga (seit dem Beginn der Statistikaufzeichnungen) in dieser Wertung an die Spitze gesetzt. Mit 1860 Treffern von jenseits der Dreipunktlinie stand der US-Amerikaner in der Bundesliga-Bestenliste auf dem dritten Rang, als er sich vom Leistungssport zurückzog. Die Frankfurter entschieden, die von Robertson getragene Rückennummer 23 als Anerkennung für dessen Leistungen nicht mehr zu vergeben.

## Erfolge und Auszeichnungen
- Sieger des FIBA Europe Cup: 2016
- FIBA Europe Cup Final Four MVP: 2016
- Bester Verteidiger der Basketball-Bundesliga: 2016
- BBL All-Star: 2016